# Ashland (Alabama)

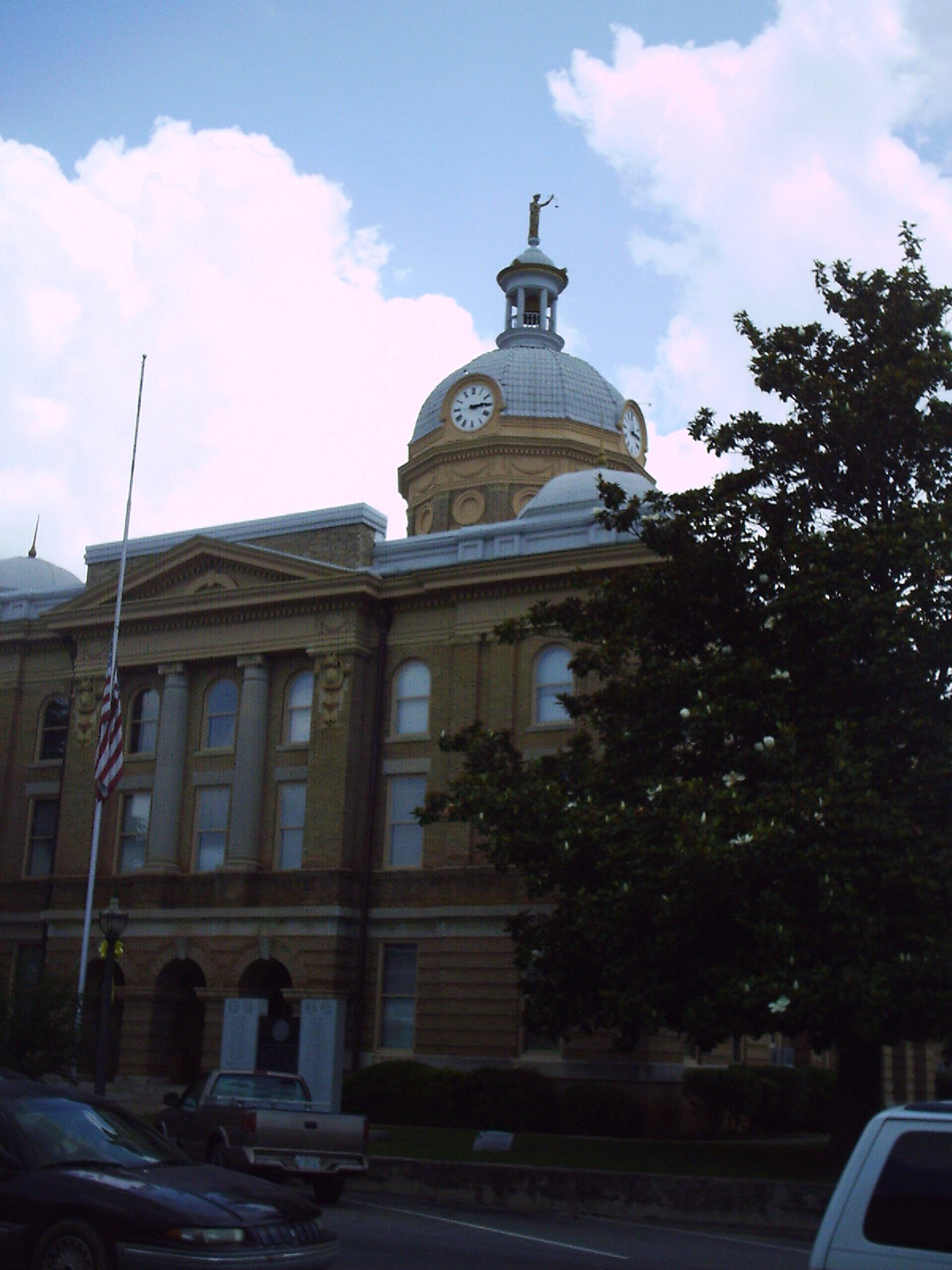
Het stadhuis van Ashland

Ashland is een plaats (city) in de Amerikaanse staat Alabama, en valt bestuurlijk gezien onder Clay County.

## Demografie
Bij de volkstelling in 2000 werd het aantal inwoners vastgesteld op 1965.
In 2006 is het aantal inwoners door het United States Census Bureau geschat op 1869, een daling van 96 (-4,9%).

## Geografie
Volgens het United States Census Bureau beslaat de plaats een oppervlakte van
18,8 km², waarvan 18,7 km² land en 0,1 km² water.

## Plaatsen in de nabije omgeving
De onderstaande figuur toont de plaatsen in een straal van 32 km rond Ashland.

## Geboren
- Bob Riley (3 oktober 1944), politicus